# Македонська різьба
У багатій мистецькій спадщині Македонії різьблення по дереву займає особливе місце поряд з іконописом та монументальним настінним живописом. Це ремесло є важливою художньою галуззю з багатовіковою традицією. Через природні властивості деревини, такі як легка займистість та схильність до руйнування, більшість стародавніх творів цього виду мистецтва не збереглися до наших днів. Однак ті, що вціліли, свідчать про високий художній рівень майстрів.

## Історичні початки
Найдавніші збережені зразки македонського різьблення по дереву датуються XIV століттям. Як і інші види середньовічного образотворчого мистецтва, воно формувалося під впливом візантійської культури. У цей період різьблені дерев’яні фігури часто нагадували кам’яні скульптури, розвиваючись у паралельних стилях. Орнаментальні мотиви, що поєднували геометричні, зооморфні та рослинні елементи, були схожими на барельєфи з мармуру того часу. Починаючи з XIV століття, рельєфна кам’яна скульптура поступово втрачала популярність, поступаючись місцем дерев’яному різьбленню.
Замість ранньохристиянських кам’яних вівтарів у середньовічних церквах почали встановлювати іконостаси з дерева. Найдавніший зразок дерев’яного іконостасу в Македонії зберігся в церкві Малих Святих Лікарів в Охриді. Від нього до наших днів дійшли п’ять стовпів, які демонструють примітивну обробку деревини, асиметричність прикрас та характерні орнаментальні мотиви, що датуються XIV століттям.
Середній прохід іконостасу, що вів до вівтаря, спочатку закривали завісою («катафазією»), а пізніше — імператорськими дверима. Починаючи з XIV століття, ці двері стали невід'ємною частиною іконостасів. На імператорських дверях традиційно розміщували композицію Благовіщення, яка спершу виконувалася у різьбленні, а згодом — у вигляді живопису.

## Групи різьбярів в Македонії

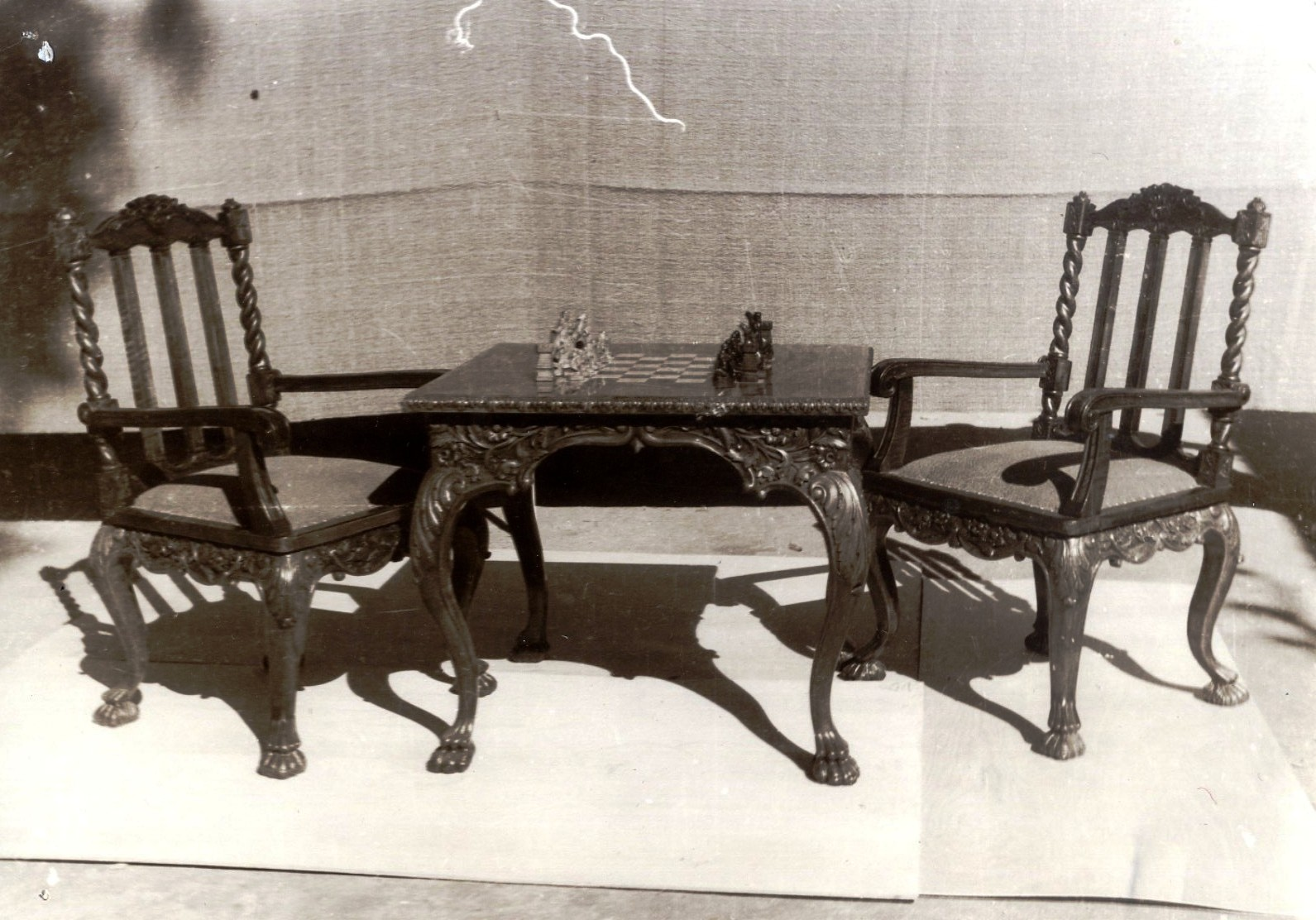
Приклад охридської різьби. Стіл і стільці.

### Політична ситуація
Відродження в Македонії з'явилося як можливість для економічного зростання населення на Балканах з кінця 18 століття, і особливо в перші десятиліття 19 століття. Османська імперія, яка все ще панує на території Македонії, значно ослаблена, завдяки чому вона наповнювалася походами, які поступово зменшувалися і зникали, відбувалися внутрішні порушення у складі, тобто відступництво та непокора у його складі. У цей період існують відомі статути, які несуть певні права македонського населення. Наприклад. Гюльхан, хетхехеріф, Хатіхуяйон і так далі. Він позначає початок періоду відродження ґрунту Македонії, який повільно створює сприятливий клімат для розвитку кількох галузей. Після довгого часу християнське населення отримує можливість будувати священні предмети, але все ж з певними обмеженнями, особливо в міських районах. Він розпочав процес виховання нових церков, з великими розмірами, які вимагали внутрішнього оздоблення фресками, іконами, високим іконостасом, бюрократичними престолами, пампами, санхерами, стільцями та іншими церковними меблями в різьбі. Існувала потреба у більшості художників, художників і різьбярів, які б виконували цю роботу. Потрібно було займатися великими майстерними розділами, які будуть працювати в соборних церквах по всій Македонії.

### Формування майстерень різьбярів
У цей період існує кілька шкіл-майстерень з різних місць в Македонії, серед яких найвідомішими є школа Дебар, Охридсько-Струзька школа, Прилепсько-Слупканська школа, школа Скоп'є-Призрен, школа Крива-Паланка, школа Куманово, Найвідомішою школою і найпрестижнішою є школа Дебар, яка охоплює територію міста Дебар та його околиці (Реканка, Поле Дебар, Зупа Дебарська, Голо Брдо і Дрімколь), села Ростуше, Бітузе, Янче, Велебродо, Косоврасті, Скудріне Лазаропол, Гарі, Галичник, Сельце, Тресонце, Росокі, Новакі, Луково, Модрич, Ябланица та ін. У той час існує прислів'я: «Якщо Стамболу зруйнують, Дебар знову побудує його, і якщо Дебар зруйнують, Стамбол не зможе відновити його». .
Вважається, що Афон був центром, з якого вийшли македонські різьбярі по дереву, які традиційно виховувалися там поколіннями. Різьблені пучки майстер-класів були, як правило, глибокою порожнистою різьбою, для якої кучеряві та глибокі форми викликані європейськими (італійськими) впливами бароко, прийнятими італійськими майстрами, які також працювали на Атосі. Ці шедеври з Македонії називали себе телескопами, які по-італійськи означають різьблення. Слід зазначити, що у другій половині XVIII ст. Ці македонські майстри (різьбярі, живописці, іконописці та будівельники) працювали в Серре, Драма, Кавалі, Салоніках і Салоніках, а також на Балканах, а також на території Македонія. Найчастіше різьблення виконували в дереві волоського горіха, вважали його зручним і м'яким для обробки, а також працювали на інших типах деревини. На темах різьблення, які в основному є темами старих і нових завітів, додаються характерні автохтонні риси, які в подальшому прикрашають ці твори. (Деякі персонажі були одягнені в костюм, характерні музичні інструменти тощо)) Різьблення в Македонії найчастіше пов'язане з міанічними хижаками, які створювалися протягом XIX століття.

### Видатні імена в різьбі по дереву
Петре Філіпович-Гарката (з села Гарі) був найціннішим і найвідомішим теслярем, який був частиною одного з різьбових зв'язків. Як відомо, його ім'я зросло серед імен македонських майстрів-різьбярів. Він був скульптором з рідкісним пластичним відчуттям. Разом з ним, брат Марко, який також був дуже досвідчений у своїй роботі, також працював у тій же галстуці. Іконостас у церкві св. Спас в Скоп'є і іконостас в монастирі св. Йован Бігорський, а інші його роботи відрізняються високою якістю і винятковим мистецтвом виготовлення. Інші акти його тиф: Георгія в Призріні, вул. Нікола в Крушеві, вул. Йован Рильський в Болгарії і так далі.
З ним працював і Макарі Фрчковський (з села Галичник), який був його кращим помічником. Незважаючи на те, що він був молодший за нього, Макарі Фрчковський також був дуже помітним у своїй майстерності та здібностях. Разом з ним також працювали його брати Гюркін і Траян. Найвідомішими спільними роботами з Петром Філіповичем-Гарката є: вул. Йован Бігорський, Св. Божої Матері в Скоп'є тощо. У той час як найвідомішою роботою його особливого краватки є Святий Георгій. Нікола в Приштині і так далі.
Нікола Дам'янов (з усієї Тресонці / Папрадісте), який є братом знаменитого бунтарського будівничого Андрія Дам'янова, має досить видне ім'я в різьбі. Працював майже всі речі в різьбі, яка перейняла всю роботу церков. Це один з кращих художників першої половини 19 століття. Брав участь у гравюрі Петра Філіповича-Гарката на іконостасі церкви св. Божої Матері в Скоп'є. Особливе значення мають його самостійні роботи в церкві св. Нікола в Штіпі, в церкві св. Божої Матері в Новоселі, Штипі тощо.
Інші видатні різьбярі з цієї найвідомішої школи походять з наступних родів: Філіповці з Осоя, Станішевці з Тресонці, Ренцовці з Тресонці / Папрадіште, Мірчевці з Осоя та інші.